# Camerons Brook Provincial Park
Camerons Brook Provincial Park är en park i Kanada.   Den ligger i provinsen Nova Scotia, i den sydöstra delen av landet, 900 km öster om huvudstaden Ottawa. Camerons Brook Provincial Park ligger 79 meter över havet. Den ligger vid sjöarna  First Christopher Lake och Second Christopher Lake.
Terrängen runt Camerons Brook Provincial Park är platt. Runt Camerons Brook Provincial Park är det mycket glesbefolkat, med 3 invånare per kvadratkilometer.. 
I omgivningarna runt Camerons Brook Provincial Park växer i huvudsak blandskog.